# Daddicus Finch
«Daddicus Finch» (с англ. — «Паппикус Финч») — девятая серия тридцатого сезона мультсериала «Симпсоны». Впервые вышла 2 декабря 2018 года в США на телеканале «FOX».
Серия посвящена иллюзионисту Рики Джею, который умер за 8 дней до выхода эпизода в возрасте 72 лет. В 2011 году Джей сыграл в «Симпсонах» самого себя в серии «The Great Simpsina».

## Сюжет
Когда роль Лизы вырезают из школьной пьесы, Гомер идёт с ней за покупками, чтобы подбодрить её. Он напоказ выражает отвращение к сексуализированному брендингу, заставляя Лизу рассматривать его как Аттикуса Финча из книги «Убить пересмешника» (англ. «To Kill a Mockingbird»), которую ей задали прочитать. Гомер отвечает на благодарность Лизы, и оба проводят время вместе, включая просмотр фильма «Убить пересмешника».
Тем временем Барт, чувствуя себя забытым, посещает школьного психотерапевта, который советует ему проявить внимание к себе. Он меняет ключи от машин на бар-мицве. После выходки горожане формируют толпу и идут к дому Симпсонов, чтобы убить Барта в наказание. Лиза говорит с толпой, успокаивая их гнев, к изумлению Гомера.
На следующий день Мардж узнаёт, что Лиза подралась с Бартом в школе, потому что Барт оскорбил Гомера. Мардж предлагает, чтобы Гомер сказал Лизе не уважать его так сильно, поскольку это наносит ущерб семье. Лиза решает, что будет лучше после того, как Гомер убедит её, что он всегда будет его отцом. В конце концов, Гомеру стало грустно, но приходит в норму, когда Мэгги использует жесты, чтобы сказать ему, что, несмотря на их недостатки, они всегда будут любить друг друга.
В финальной сцене Барт не может решить, что сделать. В конце концов, он решает ударить Гомера в зад. Однако к тому времени голова Гомера теперь находится на теле робота, но Барт всё равно копает его…
Во время титров показывается изображения, на которых Лиза соединяется с Гомером, а Мардж — с Бартом.

## Производство
Первоначально серия должна называться «Lisa Has a Crush on Homer» (с англ. — «Лиза влюблена в Гомера»), однако в августе 2018 года была переименована на «Daddicus Finch».

## Культурные отсылки
- Серия содержит отсылки к книге «Убить пересмешника» (англ. «To Kill a Mockingbird»). Поведение Лизы и Гомера отсылает к фильму 1962 году «Убить пересмешника»[3].
- В школьной пьесе Нельсон играет пародию на Антона Чигура из фильма «No Country for Old Men» (с англ. — «Старикам тут не место»)[3].
- В одной из сцен позади появляется профессор Фарнсворт со стендом «Наука „Футурамы“» (англ. The Science of Futurama)[4].
- Даффмен упоминает о создании документального фильма для Netflix, потому что они купят любое шоу[3].

## Отношение критиков и публики
Во время премьеры на канале Fox эпизод просмотрели 4.33 млн человек с рейтингом 1.6, что сделало его самым популярным шоу на канале Fox в ту ночь.
Деннис Перкинс из «The A.V. Club» дал эпизоду оценку B-, сказав, что серия «Это прекрасный способ понять, как Симпсоны могут продолжать заставлять своих главных героев снова и снова сталкиваться с одними и теми же конфликтами, даже после 600 с лишним эпизодов… Серия разочаровывает поспешностью и неуклюжестью».
Тони Сокол из «Den of Geek» дал серии 4.5/5 звёзд.
На сайте The NoHomers Club согласно голосованию большинство фанатов оценили серию на 5/5 со средней оценкой 3.79/5.